# 030 T Ouest 1374 à 1383
Les 030 T 1374 à 1383 étaient des locomotives-tender originaires de la Compagnie de l'Eure.

## Genèse
Ces locomotives furent construites par la société Schneider en 1868.

## Utilisation et service
Elles ont été affectées à la ligne de Chars à Magny-en-Vexin. Elles prennent les n° 1374 à 1383 lors de la reprise de la ligne par la Compagnie des chemins de fer de l'Ouest le 22 août 1900, puis lors du rachat par l'Administration des chemins de fer de l'État, en 1908, elles sont réimmatriculées 30-051 à 30-060.